# Bo Tyvik
Bo Tyvik, född 2 november 1924, var en svensk poet och militär. Han debuterade med sin diktsamling Allhelgonadag 1979. Därefter följde Bona fide (i god tro) som utkom år 1980. Totalt har Tyvik givit ut sju diktsamlingar. Hans senaste verk är Glimtar som utkom 1996. Han avled i sitt hem den 28 april 2015 i en ålder av 90 år.